# Linfocita vergine
I linfociti vergini o linfociti naïve sono cellule che fanno parte del sistema immunitario.
In seguito alla formazione ed attivazione dei linfociti a livello degli organi linfoidi primari, queste cellule circolano tra gli organi linfoidi secondari.
Dopo il processo di maturazione a livello del midollo osseo (Linfocita B) o del timo (Linfocita T) i linfociti entrano in circolo nel Sistema linfoide, rimanendo "vergini" in quanto non hanno ancora incontrato un antigene.
Negli organi secondari, i linfociti, possono incontrare un antigene ed andare incontro ad una serie di tappe di differenziamento terminali che fanno sì che la cellula B diventi plasmacellula e la T diventi effettrice.